# Ocotea rubriflora
Ocotea rubriflora är en lagerväxtart som beskrevs av Carl Christian Mez. Ocotea rubriflora ingår i släktet Ocotea och familjen lagerväxter. Inga underarter finns listade i Catalogue of Life.